# Адомас Варнас
Адомас Варнас (лит. Adomas Varnas; 1 січня (або 2 січня) 1879, Йонішкіс — 19 липня 1979, Чикаго, США) — литовський художник-живописець, графік, фотограф, збирач зразків народного мистецтва та його популяризатор, педагог, сценограф.

## Біографія
Народився в 1879 році в Йонішкісі. Навчався в Каунаській духовній семінарії (1896-1900). У 1899-1902 роках (за іншими даними, в 1901—1903 роках) навчався у Санкт-Петербурзі в Центральному училищі технічного малювання барона Штігліца (нині Санкт-Петербурзька державна художньо-промислова академія імені О. Л. Штігліца) та в школі Імператорського Товариства заохочення мистецтв.
У 1903-1905 роках Адомас Варнас навчався в Академії образотворчих мистецтв у Кракові, потім — в Женевській школі образотворчих мистецтв (1905-1907). Завершивши навчання, в 1908 році поїхав на Сицилію, де писав гірські пейзажі. Брав участь в перших виставках Литовського мистецького товариства у Вільно (1908—1914).

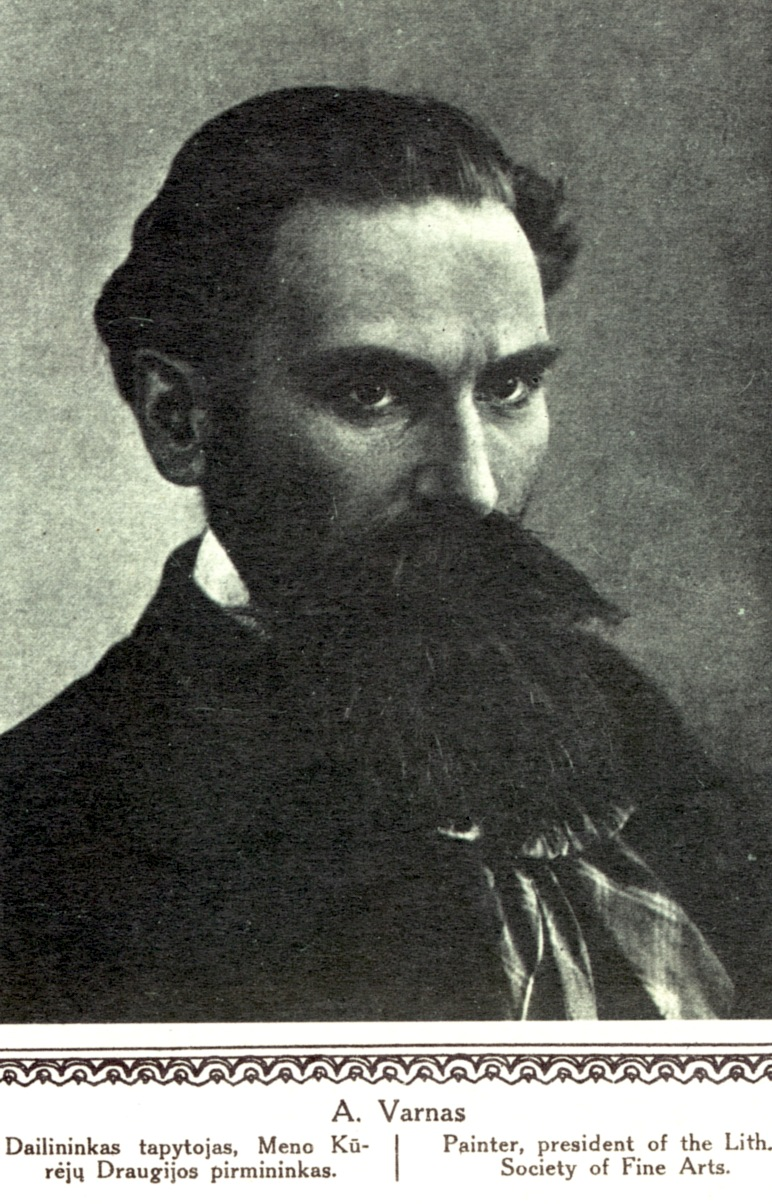
Адомас Варнас (Lietuvos albumas, 1921)

У 1909 році повернувся в Литву. З 1910 року жив в м. Закопане. У 1913 році проживав у Вільно. Під час війни в 1917-1918 роках викладав в Воронежі.
У 1919 році А. Варнас повернувся у Вільно, працював викладачем у литовській гімназії Вітовта Великого. Потім поїхав до Каунаса. У Каунасі разом з іншими художниками, артистами та письменниками заснував Литовське товариство творців мистецтва (Lietuvių meno kūrėjų draugija) й був його головою (1920-1922). У 1921-1926 роках збирав зразки народного мистецтва, фотографував дерев'яні хрести. У 1926 році випустив альбом, присвячений литовським хрестам.
У 1923-1939 роках викладав мистецтво рисунку та керував студією живопису в Каунаській художній школі. У 1941 році переселився до Вільнюса, де працював у Державному художньому інституті.
У 1944 році емігрував до Німеччини, проживав у Равенсбурзі. У 1949 році переїхав до США, облаштувався в Чикаго. Брав активну участь в діяльності місцевої литовської громади. Став одним із засновників галереї імені М. К. Чюрльоніса в Чикаго. Був почесним головою Литовського союзу художників, почесним членом Союзу інженерів і архітекторів американських литовців, почесним членом Товариства філателістів американських литовців.
Помер в Чикаго 19 липня 1979 року.

## Творчість

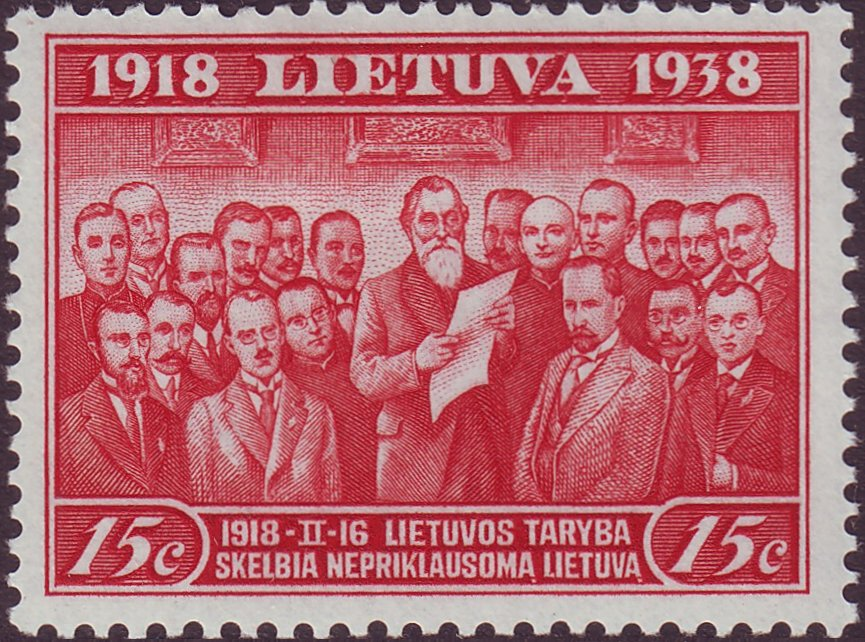
Марка пошти Литви (1938) до 20-річчя Незалежності

Починаючи з 1908 року, Адомас Варнас брав участь у перших виставках Литовського мистецького товариства у Вільно. Персональні виставки відбулися в містах: Закопане (1912), Познань (1913), Клайпеда (1926), Каунас (1927, 1938), Йонішкіс (1938), Равенсбург (1948), Чикаго (1955, 1959).
У 1922 році опублікував збірку карикатур «На сідалі політики». Написав близько 1280 картин маслом, з них 170 портретів (серед них — портрет Йонаса Басанавічюса, 1914), 1090 пейзажів; автор близько 470 графічних робіт. Створив декорації для опери Мікаса Петраускаса «Біруте». Проектував гральні карти, листівки, поштові марки, банкноти; ілюстрував книги.